# ジャクソン (カリフォルニア州)

アマドール郡内の位置

ジャクソン（Jackson）は、アメリカ合衆国カリフォルニア州の都市。アマドール郡の郡庁所在地である。人口は5,019人（2020年）。

## 地理
ジャクソンは、州都サクラメントの東70キロメートルに位置している。座標は、北緯38度20分56秒 西経120度46分27秒 / 北緯38.34889度 西経120.77417度。
アメリカ合衆国統計局によると、この都市は総面積9.1 km2 (3.5 mi2) である。このうち9.1 km2 (3.5 mi2) が陸地で水地域は存在しない。

## 人口動勢
2000年国勢調査で、この都市は人口3,989人、1,746世帯、1,023家族が暮らしている。人口密度は438.8/km2 (1,135.8/mi2) である。204.5/km2 (529.3/mi2) の平均的な密度に1,859軒の住宅が建っている。この都市の人種的な構成は白人93.53%、アフリカン・アメリカン0.50%、先住民1.38%、アジア0.58%、太平洋諸島系0.08%、その他の人種1.86%、及び混血2.08%である。ここの人口の6.47%はヒスパニックまたはラテン系である。
1,746世帯のうち、24.0%が18歳未満の子供と一緒に生活しており、43.8%は夫婦で生活している。12.0%は未婚の女性が世帯主であり、41.4%は結婚していない。36.1%は1人以上の独身の居住者が住んでおり、20.0%は65歳以上で独身である。1世帯の平均人数は2.13人であり、結婚している家庭の場合は、2.74人である。
この都市内の住民は20.0%が18歳未満の未成年、18歳以上24歳以下が6.4%、25歳以上44歳以下が21.9%、45歳以上64歳以下が22.9%、及び65歳以上が28.8%にわたっている。中央値年齢は47歳である。女性100人ごとに対して男性は80.3人である。18歳以上の女性100人ごとに対して男性は75.3人である。
この都市の世帯ごとの平均的な収入は35,944米ドルであり、家族ごとの平均的な収入は45,887米ドルである。男性は40,444米ドルに対して女性は35,083米ドルの平均的な収入がある。この都市の一人当たりの収入 (per capita income) は21,399米ドルである。人口の8.3%及び家族の4.1%は貧困線以下である。全人口のうち18歳未満の7.3%及び65歳以上の7.0%は貧困線以下の生活を送っている。